# Stevenson (Washington)
Stevenson è una città degli Stati Uniti d'America, situata nello Stato di Washington, nella Contea di Skamania.